# Dmitri Bachkirov
Pour les articles homonymes, voir Bachkirov.
Dmitri Alexandrovitch Bachkirov (en russe : Дмитрий Александрович Башкиров), né le 1er novembre 1931 à Tbilissi, en Union soviétique et mort le 7 mars 2021, est un pianiste et pédagogue russe.

## Biographie
Il enseigne à l'École supérieure de musique Reine-Sophie à Madrid (Espagne),. Jouissant d'une renommée internationale de pédagogue, il a contribué à la formation de grands interprètes comme Dmitri Alexeev, Nikolaï Demidenko, Dang Thai Son, Véronique Roux, Stanislav Ioudenitch, Arcadi Volodos, Kirill Gerstein (en), Claire-Marie Le Guay, Jonathan Gilad, Denis Kozhukhin et David Kadouch,,. Il se produit encore régulièrement en concert et participe fréquemment aux jurys de prestigieux concours. Il a été Président du jury du 8e Rotary Concours International de Musique à Moscou et membre du jury du Concours International de Piano de Santander Paloma O’Shea en 1995, 1998 et 2002.
Il a effectué des enregistrements pour de grands labels (EMI, Harmonia Mundi, La Voix de son maître, Erato...)
Il est le père de la pianiste Elena Bashkirova, épouse du chef d'orchestre et pianiste argentin Daniel Barenboïm.

## Distinctions
- Artiste émérite de la RSFSR en 1968
- Artiste du peuple de la RSFSR en 1990[7]

## Discographie (partielle)
- Fantaisie op. 17, Robert Schumann, 33 t., La Voix de son maître, 1963
- Trio op. 67, Dmitri Chostakovitch ; Trio K 548, Wolfgang Amadeus Mozart, avec Igor Bezrodny (violon) et Mikhaïl Khomister (violoncelle), 33 t., La Voix de son maître/Melodiya, 1963 (?)